# ストリート・リーガル
『ストリート・リーガル』（Street Legal）は、1978年にリリースされたボブ・ディラン18枚目のスタジオ・アルバム。ディランとしては初めて女性コーラス・グループを含む大掛かりなバンド編成を使い、音楽的に新たなる試みの出発点となったアルバムでもある。
ビルボード200チャートで最高11位、RIAAよりゴールド・ディスクに認定されており、『血の轍』（1975年）、『欲望』（1976年）に続く成功となったが、Top10へのチャート・インは逃すことになった。しかしイギリスでは全英アルバム・チャート2位の記録は過去8年間で最も高順位であり、BPIより30万枚以上のプラチナ・ディスクに認定され、ベスト・セラーとなった（他のディランの作品でイギリスでプラチナ認定されたのは『エッセンシャル・ボブ・ディラン』（2000年）のみである）。
1999年に音質改善を果たしたリマスター盤が再発された。「チェンジング・オブ・ザ・ガード」の曲の長さにも違いが見られる。

## 収録曲
全曲ボブ・ディラン作詞・作曲

### Side 1
1. チェンジング・オブ・ザ・ガード - Changing of the Guards – 6:36
– 7:04（1999年）
2. ニュー・ポニー - New Pony – 4:28
3. ノー・タイム・トゥ・シンク - No Time to Think – 8:19
4. ベイビー・ストップ・クライイング - Baby, Stop Crying – 5:17

### Side 2
1. イズ・ユア・ラヴ・イン・ヴェイン - Is Your Love in Vain? – 4:30
2. セニョール（ヤンキー・パワーの話） - Señor (Tales of Yankee Power) – 5:42
3. トゥルー・ラヴ・テンズ・トゥ・フォゲット - True Love Tends to Forget – 4:14
4. ウイ・ベター・トーク・ディス・オーバー - We Better Talk This Over – 4:04
5. ホエア・アー・ユウ・トゥナイト（暗い熱気を旅して） - Where Are You Tonight? (Journey Through Dark Heat) – 6:16

## パーソネル

### 参加ミュージシャン
- ボブ・ディラン - リード・ボーカル、リズム・エレキ・ギター
- イアン・ウォーレス - ドラムス
- Jerry Scheff - ベース・ギター
- Billy Cross - リード・エレキ・ギター
- Alan Pasqua - キーボード
- Bobbye Hall - パーカッション
- Steve Douglas - テナー＆ソプラノ・サックス
- Steven Soles - リズム・ギター、バック・ボーカル
- David Mansfield - バイオリン、マンドリン
- Carolyn Dennis - バック・ボーカル
- Jo Ann Harris - バック・ボーカル
- Helena Springs - バック・ボーカル
- Steve Madaio - トランペット「イズ・ユア・ラヴ・イン・ヴェイン」

### 制作スタッフ
- Don de Vito - "Captain in Charge"
- Arthur Rosato - "Second in Command"
- Mary Alice Artes - "Queen Bee" 「女王蜂」
- Ava Megna - "Secretary of Goodwill"
- Larry Kegan - "Champion of All Causes"
（以上アルバム記載通り）
- Biff Dawes - エンジニア
- Stan Kalina - ニューヨークCBSレコーディング・スタジオ、マスタリング・エンジニア
- Michael H. Brauer、Ryan Hewitt - 1999年リミックス・エンジニア

## リリース
日本
| 日付           | レーベル  | 規格        | カタログ番号 | 付記                                           |
| -------------- | --------- | ----------- | ------------ | ---------------------------------------------- |
| 1978年         | CBSソニー | LP          | 25AP 1099    |                                                |
| 1986年9月21日  | CBSソニー | CD          | 32DP 374     |                                                |
| 1993年9月22日  | ソニー    | CD          | SRCS-6335    |                                                |
| 1999年9月22日  | ソニー    | CD          | SRCS-9484    | リミックス・リマスター、NICE PRICE             |
| 2003年12月17日 | ソニー    | SACD HYBRID | MHCP-10012   |                                                |
| 2004年9月23日  | ソニー    | CD          | MHCP-379     | デジタル・リマスター、紙ジャケ、完全生産限定盤 |
| 2005年9月21日  | ソニー    | CD          | MHCP-813     | 2003年デジタル･リマスター                      |
| 2009年9月30日  | ソニー    | Blu-spec CD | SICP-20230   |                                                |
| 2014年4月23日  | ソニー    | CD          | SICP-30497   | 2003年リマスター、紙ジャケット仕様             |